# باول كلارك
باول كلارك (بالإنجليزية: Paul Clarke)‏ (11 أكتوبر 1956 في المملكة المتحدة - ) هو مدرب كرة قدم ولاعب كرة قدم بريطاني في مركز الدفاع. لعب مع نادي كيلمارنوك وArdrossan Winton Rovers F.C. ‏ ورابطة كرة القدم الاسكتلندية الحادية عشر ‏.